# Conversão de tipos
Em ciência da computação, conversão de tipos ou coerção (do termo em inglês type convertion, typecasting e coercion) são diferentes formas de, implícita ou explicitamente, alterar uma entidade de um tipo de dados em outro. Isto é feito para tirar proveito de certos recursos de hierarquias de tipos ou representações de tipos. Um exemplo seriam inteiros pequenos, que podem ser armazenados em um formato compacto e convertidos e uma representação maior quando usados em cálculos aritméticos. Em programação orientada a objetos, a conversão de tipos permite que programas manipulem objetos de um tipo como um de seus tipos predecessores para simplificar a interação com eles.

## Linguagens semelhantes à C

### Conversão de tipo implícita
A conversão de tipo implícita, também conhecida como coerção, é uma conversão de tipo automática pelo compilador. Algumas linguagens permitem que os compiladores forneçam coerção, outras a requerem.
Em uma expressão de tipo misto, os dados de um ou mais subtipos podem ser convertidos para um super-tipo quando necessário em tempo de execução, de forma que o programa seja executado corretamente. Por exemplo, a seguir está um código legal da linguagem C:
```
double
  
d
;

long
    
l
;

int
     
i
;

if
 
(
d
 
>
 
i
)
   
d
 
=
 
i
;

if
 
(
i
 
>
 
l
)
   
l
 
=
 
i
;

if
 
(
d
 
==
 
l
)
  
d
 
*=
 
2
;

```